# Мері Лоґан-Реддік
Мері Логан Реддік (31 грудня 1914 - 1 жовтня 1966) - американська нейроембріолог.
Вона здобула ступінь доктора філософії в Коледжі Редкліффа Гарвардського університету в 1944 році. Була професором спочатку в коледжі Морхаус, а потім в Університеті Атланти з 1953 року до своєї смерті. Її докторська дисертація присвячена вивченню ембріонів курчат  а потім і  дослідження з уповільненою мікроскопією в культурах тканин. 
У 1952 році Реддік отримала наукову стипендію Форда для навчання в Кембриджському університеті. Реддік, можливо, перша афроамериканська жінка-вчений, яка отримала цю стипендію для навчання за кордоном. 

## Ранні роки життя та освіта
Мері Логан Реддік народилася в Атланті, штат Джорджія, в 1914 році. У 1929 році закінчила лабораторну середню школу і у віці 15 років почала фахувати біологію в коледжі Спельмана   Спелман - це жіночий історично чорний коледж, пов’язаний з Коледжем Морхаус та Університетом Атланти. Навчалася в Морхаузі у афроамериканського вченого  Семюеля Мілтона Набріта.  Її старші викладачі у Спелмані були білими жінками-біологами. 
В 1935 р. їй було присвоєно ступінь бакалавра   Під час навчання в бакалавраті в Спельмані  Реддік працювала лаборантом 
У 1937 році вона отримала стипендію Ради загальної освіти Фонду Рокфеллера. Дисертація, яка вивчала бластодерму ембріонових курчат дозволила їй здобути ступінь магістра в Університеті Атланти. 

## Кар'єра та післядипломна освіта
Отримавши ступінь магістра, Реддік почав викладати біологію в Спельмані.  А через два роки вона стала першим викладачем біології в коледжі Морхаус. 
У 1942 році Реддік була нагороджена другою стипендією Рокфеллера від Коледжу Редкліффа, жіночої координації Гарвардського університету.  Два роки Реддік вивчала методики пересадки тканин та диференціації нервових клітин у ембріонів курчат, здобувши тим другу ступінь магістра в галузі біології в 1943 році та отримавши ступінь доктора філософії в 1944 році   Її докторська дисертація мала назву "Диференціація мозоля курячих ембріонів у хоріолантоїсних трансплантатах". Реддік обрали до почесних товариств Фі Бета Каппа та Сігма Сі.  Джеральдіна Піттман Вудс була її однокласницею.  Реддік стала 10-м членом факультету Морхауза, який здобув ступінь доктора. 
Реддік повернулася до Морхауза і стала першою жінкою, яка виконувала обов'язки завідувача кафедри біології, а пізніше отримала звання професора. 
До США вона повернулася  в 1953 році і вступила на факультет в Університеті Атланти в званні професора та  завідувача кафедри біології.  Протягом 1950-х та 1960-х років керувала дослідженнями понад 20 студентів, включаючи Лютера Вільямса.  Вона також отримала грант на дослідження від Національного наукового фонду .  Вона займала там посаду професора до своєї смерті в 1966 році.

## Ембріологічні дослідження
Реддік розпочала дослідження ембріогенезу з використанням ембріона курей, що розвивається, зокрема Білих Леггорнів та Род-Айленд Червоних.  Більше уваги вона приділяла тому, яким є потенціал розвитку частин ранньої бластодерми курчат, пересаджених на хоріолантоїсну мембрану курчат на пізній стадії розвитку, в експериментах "вирізання і вставки".  Ці експерименти "вирізання і вставки" підтвердили гіпотезу про необхідність і достатність вузла для визначення диференціації багатьох похідних ектодерми, мезодерми та ентодерми.  Але будь-які випадки розвитку тканин печінки, які вона спостерігала, мали місце лише там, де поруч була тканина серця. 
В своїй дисертаційній роботі в Редкліффі Реддік вивчала нейророзвиток мозкової речовини курчат.  Вона використовувала для цих експериментів  ембріони курей Плімут-Рок.  Мета її експериментів полягала в тому, щоб зрозуміти, яка частина цієї ділянки мозку вже була визначена і яка частина залежала від взаємодії з оточуючими тканинами, що розвиваються, наприклад, нотохорд, соміти та ектодерма.  Результати цих експериментів підтвердили гіпотезу про те, що, хоча деякі аспекти посттичного мозкового мозку у курчат вже визначені, та існує необхідність постійної взаємодії з навколишніми тканинами, що розвиваються. 
Подальша робота Реддік стосувалася  технічних проблем оцінки диференціації клітин.  Для цих експериментів вона використовувала курячі ембріони Білого Плімута.  Одним із питань, над яким вона працювала, було те, чи нервові клітини у посттусного мозкового ципля стали синцитіальними під час розвитку .  Щоб дістати під мікроскопом поодинокі  нервові клітини, що розвиваються, видимі в одній площині фокусу, Реддік використовувала техніку «мазка» для сплющення тканини перед фіксацією та фарбуванням . У своїх дослідженнях вона виявила, що те, що вважали двома різними типами клітин, насправді є одним типом клітин у різні фази клітинного циклу.  Одні клітини були мітотичними, а інші перебували в інтерфазі. 

## Публікації
- Реддік М.Л. (1937). Диференціація порцій бластодерми курчат у хоріо-алантоїсних трансплантатах . Дисертація на здобуття наукового ступеня магістра наук Університету Атланти. [7]
- Реддік М.Л. (1944). Диференціація довгастого мозку пташеня в хоріолантоїсних трансплантатах. Дисертація, коледж Редкліффа, Гарвардський університет. [4]
- Реддік М.Л. (1945). Диференціація мозкового мозку пташенят у хоріолантоїсних трансплантатах. Журнал порівняльної неврології . [10]
- Реддік М.Л. (1951). Гістогенез клітинних елементів у постотичній мозковій речовині ембріона курчат. Анатомічний запис: досягнення в інтегративній анатомії та еволюційній біології . [11]